# Уильямс, Микел
Микел Энди Уильямс (англ. Mekeil Andy Williams; род. 24 июля 1990, Порт-оф-Спейн, Тринидад и Тобаго) — тринидадский футболист, защитник клуба «Полис» и сборной Тринидада и Тобаго.

## Клубная карьера
Начинал свою карьеру в тринидадском клубе «Ма Пау». Вскоре Уильям перешёл в более сильный «Дабл-Ю Коннекшн». В её составе защитник становился чемпионом страны.
В 2012—2013 годах Уильямс играл полтора сезона в Европе, где выступал в подэлитных дивизионах Польши и Дании. После чего тринидадец вернулся в «Дабл-Ю Коннекшн». За эту команду он выступал до июля 2015 года, когда перешёл в гватемальский клуб «Антигуа-Гуатемала». С ним он выиграл осенний чемпионат страны.
4 февраля 2016 года Уильямс подписал контракт с клубом MLS «Колорадо Рэпидз». В высшей лиге США дебютировал 12 марта в матче против «Лос-Анджелес Гэлакси». После окончания сезона 2017 «Колорадо Рэпидз» отклонил опцию продления контракта с Уильямсом.
16 февраля 2018 года Уильямс присоединился к клубу USL «Ричмонд Кикерс», подписав контракт на сезон 2018.
8 января 2019 года Уильямс подписал контракт с клубом Чемпионшипа ЮСЛ «ОКС Энерджи».
Однако в конце того же года защитник вернулся в Гватемалу, где он пополнил состав «Мунисипаля».
10 марта 2021 года Уильямс присоединился к клубу Чемпионшипа ЮСЛ «Питтсбург Риверхаундс», подписав однолетний контракт с опцией продления ещё на один год.
2 марта 2023 года Уильямс подписал контракт с клубом Лиги один ЮСЛ «Чаттануга Ред Вулвз» на сезон 2023.

## Международная карьера
За сборную Тринидада и Тобаго Микел Уильямс дебютировал 21 января 2012 года в товарищеском матче против сборной Финляндии. В дебютном матче защитник отметился забитым голом, а его сборная проиграла 2:3.
В следующий раз вызов в национальную команду Уильямс получил только через 3 года. В 2015 году он вошёл в заявку Тринидада и Тобаго на Золотой кубок КОНКАКАФ.
Уильямс был включён в состав сборной Тринидада и Тобаго на Золотой кубок КОНКАКАФ 2019.

## Достижения
- Финалист Клубного чемпионата КФС: 2013
- Чемпион Тринидада и Тобаго (2): 2011/12, 2013/14
- Обладатель Кубка Тринидада и Тобаго: 2013/14
- Чемпион Гватемалы: 2015 (А), 2019 (А)